# Odocoileus hemionus cerrosensis
El ciervo mulo de la isla Cedros (Odocoileus hemionus cerrosensis) es una subespecie del ciervo mula, proveniente de la isla Cedros y parte de Ensenada, Baja California, México. No se sabe mucho sobre esta especie de venado, pero se sabe que es endémico de Ensenada e isla Cedros.

## Reproducción
La época de apareamiento y reproducción varía un poco dependiendo de la latitud, pero en general el apareamiento sucede entre diciembre y febrero; mientras que los nacimientos suceden entre agosto y septiembre después de doscientos o días de gestación de promedio. Dependiendo de la calidad del hábitat y, posiblemente, de la edad de la hembra, pueden nacer hasta dos crías. Es una especie relativamente gregaria en comparación al venado cola blanca.

## Estado de conservación
El estado de conservación de esta especie es considerado como vulnerable.[cita requerida]